# Вуксанович, Данило
Данило Вуксанович (серб. Данило Вуксановић; 21 октября 1946, Подгорица) — югославский, сербский и черногорский политический деятель.

## Биография
Данило Вуксанович родился 21 октября 1946 года в Подгорице (Черногория), окончил технологическо-металлургический факультет Института в Белграде, являлся генеральным директором алюминиевого комбината в Подгорице, членом Промышленной палаты Черногории в СРЮ. Два раза избирался депутатом в Скупщину (парламент) Черногории, три раза был депутатом верхней палаты югославского парламента — Вече республики. Возглавлял ряд парламентских комитетов. Был заместителем главы правительства СРЮ. Женат, имеет двух сыновей, инженеров по образованию. Владеет английским и русским языками.